# Paradiarsia pectinata
Paradiarsia pectinata là một loài bướm đêm trong họ Noctuidae.